# باشگاه فوتبال آشانتی کوتوکو
باشگاه فوتبال آشانتی کوتوکو (انگلیسی: Asante Kotoko S.C.) یک باشگاه فوتبال در کوماسی، منطقه آشانتی، غنا است.